# Hamilton Watch Company
Hamilton Watch Company es una fabricante suiza de relojes de pulsera con sede en Biel/Bienne, Suiza. Fundada en 1892 como una empresa estadounidense, la Hamilton Watch Company terminó su producción en Estados Unidos en 1969. A través de una serie de fusiones y adquisiciones, la Hamilton Watch Company finalmente se integró en el Swatch Group, el conglomerado de fabricación y comercialización de relojes más grande del mundo.

## Historia
Hamilton sucedió a tres empresas relojeras que fabricaban cronómetros en las mismas instalaciones en Lancaster, Pensilvania, EE. UU., incluyendo la Adams & Perry Watch Manufacturing Company, Lancaster Watch Company LTD, Lancaster Watch Company y la Keystone Watch Company. El precursor de Hamilton Watch Co., la Keystone Standard Watch Co., con sede en Lancaster, Pensilvania, fue iniciada por Abram Bitner en 1886 con la compra de la fábrica de Lancaster Watch Company. Lancaster, y luego Keystone, fabricaban relojes con un diseño patentado "a prueba de polvo" que utilizaba una pequeña ventana de mica para cubrir la única apertura en la placa del movimiento. Keystone existió hasta 1891, cuando la compañía fue vendida a Hamilton Watch Company.